# Prophetie im Tanach
Prophetie (zu hebräisch נְבוּאָה nevu'a) ist im Tanach, der hebräischen Bibel, ein wesentlicher Bestandteil der Offenbarung JHWHs (dessen vokalisierte Aussprache heute nicht zu 100 % gesichert ist) für Israel und die Völker. Dort bilden die Nevi'im (Propheten) den zweiten Hauptteil nach der Tora. Ihre mündlich ergangene Botschaft umfasst zum geringeren Teil Zukunftsverheißung, zum größeren Kritik an der Gegenwart und Vergangenheit ihrer Adressaten und aktive Auseinandersetzung damit, die zugleich bleibende Aktualität beansprucht. Darum wurde sie später gesammelt, schriftlich überliefert und ständig neu auf die je eigene Zeit bezogen.
Israelitische Propheten traten seit Beginn der Königszeit (um 1000 v. Chr.) bis zum Abschluss des Tanach (etwa 200 n. Chr.) immer wieder auf. Auch einige Apokryphen (Apokryphe jüdische Schriften) erheben prophetische Ansprüche. Zudem wurden später auch Figuren in den biblischen Erzählungen der Zeit vor der Staatsbildung als Propheten dargestellt. Man unterscheidet inhaltlich vor allem Gerichts- und Heilsprophetie für Israel (wobei Sprüche gegen Fremdvölker meist Heil für Israel bedeuteten), zeitlich vor allem vorexilische, exilische und nachexilische Prophetie. Innerhalb der vorexilischen Epoche unterscheidet man zudem vorschriftliche Prophetie und Schriftprophetie.

## Einteilung, Zuordnung und zeitlicher Rahmen (Übersicht, Auswahl)
Insgesamt werden im Tanach 48 Propheten und 7 Prophetinnen i. w. S. beschrieben.
- Vor-exilische Propheten (6. Jh. v. Chr.[5]): Amos (hebräisch עמוס), Hoschea ben Beeri (hebräisch הושע בן בארי), Jesaja ben Amoz (hebräisch ישעיהו בן אמוץ), Micha aus Moreschet (hebräisch מִיכָה הַמֹּרַשְׁתִּי), Zephanja ben Kuschi (hebräisch צפניה בן כושי), Nahum aus Elkosch (hebräisch נַחוּם הָאֶלְקֹשִׁי), Habakuk (hebräisch חֲבַקּוּק)
- Exilische Propheten (6. Jh. v. Chr.): Jeremiah ben Hilkijahu (hebräisch יִרְמְיָהוּ בֶּן־חִלְקִיָּהוּ), Hesekiel ben Busi (hebräisch יחזקאל בן בוזי), Obadja (hebräisch עֹבַדְיָה), Deuterojesaja
- Nach-exilische Propheten (6. Jh. bis 3. Jh. v. Chr.): Tritojesaja, Haggai (hebräisch חַגַּי), Secharja ben-Berechja ben-ʿiddo hanNawi (hebräisch זְכַרְיָה בֶּן-בֶּרֶכְיָה בֶּן-עִדּוֹ הַנָּבִיא), Maleachi (hebräisch מַלְאָכִי), Joel ben Petuel (hebräisch יוֹאֵל בֶּן־פְּתוּאֵֽל), Jona ben Amittai (hebräisch יוֹנָה בֶן־אֲמִתַּי), Deuterosacharja, Tritosacharja, Jesaja Jes 24-27 EU.

Nordreich Israel und Südreich Juda, 9. Jh. v. Chr.
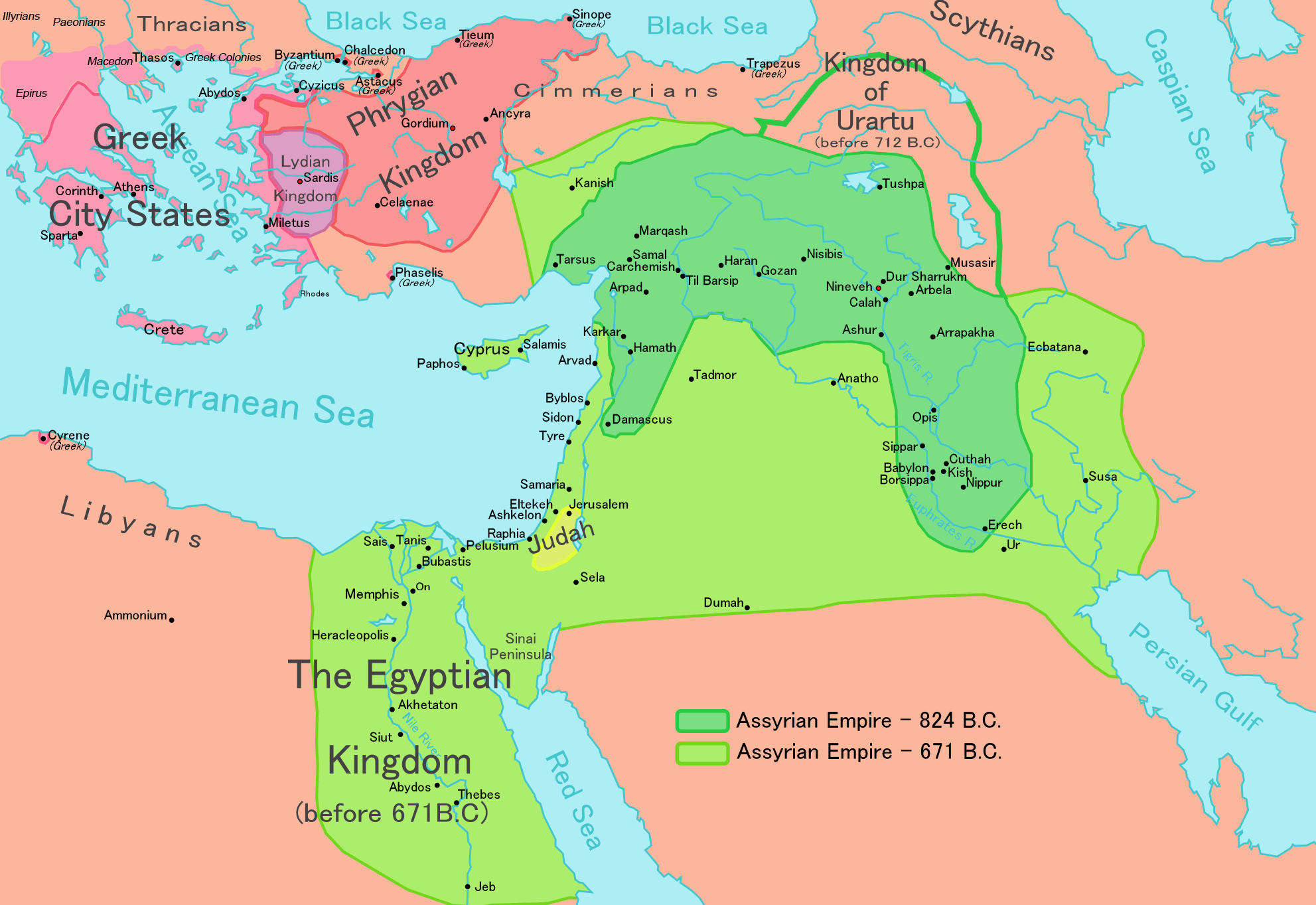
Assyrien zwischen dem 9. und 7. Jh. v. Chr.
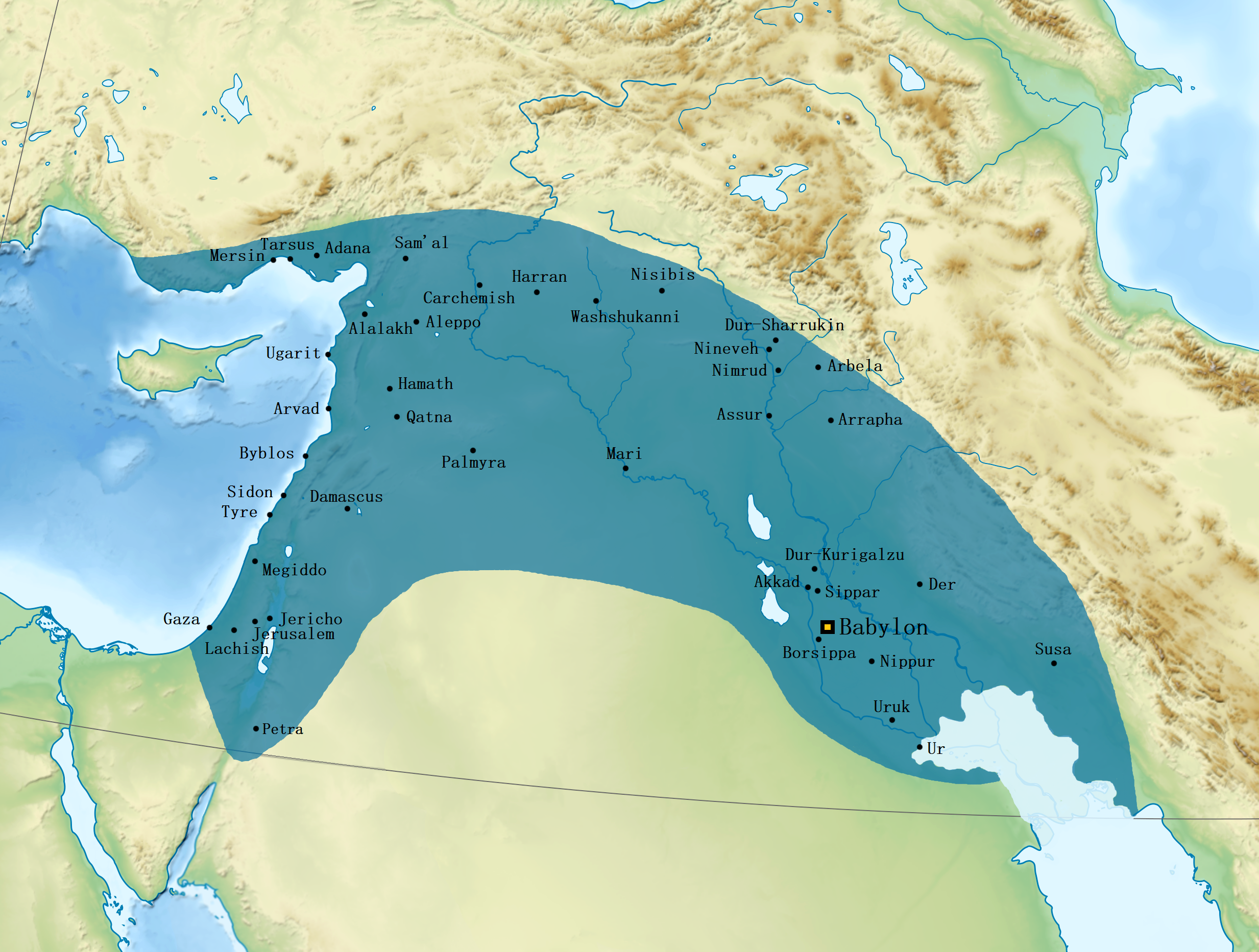
Ungefähre territoriale Ausdehnung des Reiches unter Nabū-kudurrī-uṣur II. oder Nebukadnezar II. (neubabylonischer König von 605 bis 562 v. Chr.), das Exil dauerte von 597 bis 539 v. Chr.
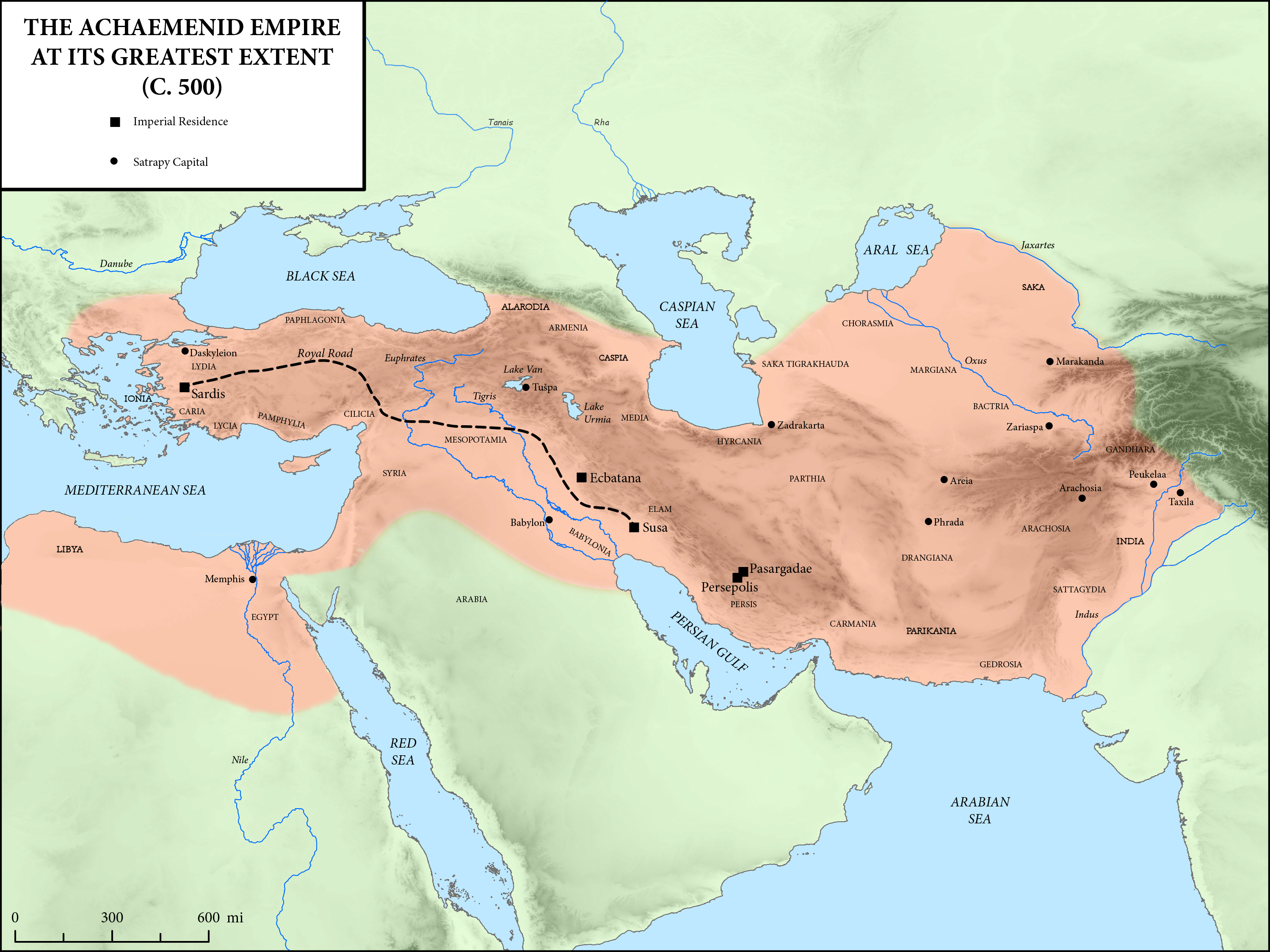
Achämenidenreich 4. Jh. v. Chr. einschl. der Provinz Jehud

### Gliederung im Tanach (Masoretischen Text)
Die Einteilung in „vordere“ und „hintere Propheten“ stammt aus der masoretischen Textausgabe der hebräischen Bibel, die die Grundlage für den jüdischen Kanon bildet. Die Gestaltung wurde von den Masoreten (hebräisch בַּעֲלֵי הַמָּסוֹרָה Baʿălēy Hammāsōrā, deutsch ‚Meister der Tradition‘), in dem Zeitraum von 780 n. Chr. bis 930 n. Chr. durchgeführt. Die Septuaginta (LXX), die griechische Übersetzung der hebräischen Bibel, folgt nicht ganz derselben Einteilung wie die masoretische Textausgabe. In der Septuaginta gibt es keine genaue Entsprechung der Unterscheidung zwischen vorderen und hinteren Propheten, wie sie im hebräischen Tanach üblich ist. Der Tanach gliedert die Propheten Nevi'im (hebräisch נְבִיאִים ‚Propheten‘) wie folgt:

#### Vordere Propheten (נְבִיאִים רִאשׁוֹנִים)
Die vorderen Propheten (hebräisch נְבִיאִים רִאשׁוֹנִים Nevi'im Rishonim) umfassen die Bücher, die die Geschichte des Volkes Israel erzählen und in denen die Propheten auftreten. Sie beinhalten:
- Josua (הוֹשֻׁעַ, Hoshua)
- Richter (שֹׁפְטִים, Shoftim)
- Samuel (שמואל, Shmuel) – das Buch Samuel wird in der hebräischen Bibel als ein einziges Buch betrachtet.
- Könige (מַלְכִּים, Melachim) – auch hier gibt es zwei Bücher (1. und 2. Könige), die als ein einziges Werk in der hebräischen Bibel betrachtet werden.

Diese Bücher berichten über die Geschichte des Volkes Israel von der Einnahme des Landes Kanaan bis zum Exil in Babylon.
Obwohl sie prophetische Elemente enthalten, da sie oft Ereignisse mit göttlichen Deutungen und Warnungen verbinden, sind sie vor allem als Geschichtsbücher zu betrachten. Sie erzählen die politischen, militärischen und sozialen Entwicklungen Israels und die Rolle, die die Propheten dabei spielten. Die Propheten in diesen Büchern treten als Führer auf, die das Volk zu göttlichem Gehorsam mahnen und vor den Konsequenzen von Ungehorsam warnen.

#### Hintere Propheten (נְבִיאִים אַחֲרוֹנִים)
Die hinteren Propheten (hebräisch נְבִיאִים אַחֲרוֹנִים Nevi'im Acharonim) beinhalten die Bücher der prophetischen Schriften, die nach der Zeit der Richter und der Könige verfasst wurden. Sie beinhalten die großen und kleinen Propheten und sind:
- Jesaja (יְשַׁעְיָהוּ, Yeshayahu)
- Jeremia (יִרְמְיָהוּ, Yirmiyahu)
- Ezechiel (יְחֶזְקֵאל, Yehezkel)
  - Die zwölf kleinen Propheten (hebräisch תְּרוֹעֵי עֲשָׂרֶת הַכְּתוּבִים Trei Asar), zu denen gehören:
  - Hosea (הוֹשֵעַ, Hoshea)
  - Joel (יוֹאֵל, Yoel)
  - Amos (עָמוֹס, Amos)
  - Abdias (עֹבַדְיָה, Ovadiah)
  - Jona (יוֹנָה, Yonah)
  - Micha (מִיכָה, Mikha)
  - Nahum (נַחוּם, Nachum)
  - Habakuk (חֲבַקּוּק, Habakkuk)
  - Zephania (צְפַנְיָה, Tsefanyah)
  - Haggai (חַגַּי, Chaggai)
  - Sacharja (זְכַרְיָה, Zekharyah)
  - Maleachi (מַלְאָכִי, Malakhi)[8][9]

## Bezeichnungen
Die Septuaginta (entstanden ab 250 v. Chr.) übersetzt mit prophetes das hebräische Wort נָבִיא – nābi, das mit dem akkadischen nabū für „benennen, rufen“ und dem arabischen نبأ nabbāʔa für „mitteilen“ verwandt ist. Es bezeichnet im Tanach immer einen passiv von JHWH „Berufenen“, nicht sein aktives „Rufen“. Damit grenzt es das Verkünden des Gotteswillens gegen die altorientalische Mantik ab: Ein Prophet erhielt seine Botschaft nicht aus eigener Beobachtung und Analyse bestimmter Zeichen (induktiv), sondern aus Visionen, Träumen und Hörerlebnissen, die ihn ohne sein Zutun überkamen (intuitiv).
In u. a. 1 Sam 10  und 1 Sam 19:20  beschreibt hier der Prophet Samuel, dass er in Gibea einer Gruppe Nevi´im (zu Plural hebräisch נְבִיאִים) träfe, die musizierend, in Ekstase sprechend einen veränderten Bewusstseinszustand aufwiesen; in „prophetischer Verzückung“.
Wobei sich das, mit dem griechischen Begriff der „Ekstase“, dem im wörtlichen Sinne des „Aus-sich-Heraustretens“ oder auch „Außer-sich-Seins“, beschriebene Phänomen, im hebräischen Kontext, durch die verwendete Wortwurzel hebräisch נבא naba, eher auf ein, durch das göttliche Ruach, das Eindringen, die Intrusion in den Geist der Person verursachten Zustand beschreiben lässt. Für Wurmser geben die Beschreibungen Hinweise auf mystische oder mysterienähnliche Erlebniszustände, die er mit Folgendem aufzählt: „Initiation“, „Bewusstseinsveränderung“, „innere Verwandlung“, in Verbindung mit „Musik“ und „Tanz“.
Vielfach werden Empfänger und Übermittler göttlicher Botschaften in der Bibel auch „Seher“ (hebräisch רֹאֶה ro’ӕh oder חֹזֶה ḥozӕh) oder „Gottesmann“ (אִישׁ־הָאֱלֹהִים ’îš ha’älohîm) genannt. Die ersten Schriftpropheten bezeichneten sich nicht als nāvīʔ; Amos wies dies sogar zurück (Am 7,12). Dies erklärt man aus ihrem Gegensatz zu besoldeten Hof- und Kultpropheten, die sich damals nāvīʔ nannten. Erst Jeremia übernahm diesen Titel für sich, kritisierte dafür aber seine Gegenspieler, die Kultpropheten, umso schärfer.
Προφήτης Prophetes (altgriechisch: „Fürsprecher“, Sendbote) hieß im Altertum jemand, der im Auftrag eines Gottes dessen Botschaften öffentlich mitzuteilen beanspruchte. Da manche dieser Personen Orakel mitteilten, erhielt der Ausdruck den Nebensinn des „Vorhersagers“. Ihr Selbstverständnis, eine persönliche göttliche Berufung erhalten zu haben, unterschied sie jedoch von Wahrsagern.

## Herkunft und Quellen
Biblische Angaben und altorientalische Parallelen dazu lassen verschiedene Wurzeln der israelitischen Prophetie erkennen:
- das nomadische Sehertum,
- das Ekstatikertum nach der Landnahme,
- das charismatische Richteramt in der vorstaatlichen Zeit.[16]

Orakel und Mantik spielen dagegen kaum eine Rolle. Der Losentscheid taucht als Priesteramt (Urim und Tummim, Ex 28,30 ) oder bei einer Königswahl (1 Sam 10,20ff ) auf; beide Male bestätigt das Los nur Gottes schon feststehende Wahl. Mit einem Ephod sucht David sich einige Male Gottes Beistand für eine Schlacht zu sichern (1 Sam 23,9ff ; 1 Sam 30,8 ). Jedoch ist nie ein Prophet der Befragte. Nach Dtn 18,10–14  waren derartige Praktiken in Israel streng verboten, weil sie Gottes Freiheit verkannten. Das kann die Geschichtsdarstellung beeinflusst haben.
Von den Propheten vor dem 8. Jahrhundert sind keine gesammelten Sprüche und Bücher, nur verstreute Einzelaussagen, Erzählungen oder Sagenkränze erhalten, die längere Zeit mündlich überliefert und später in das Deuteronomistische Geschichtswerk (DtrG) eingebaut wurden.
Von den Schriftpropheten des 8. bis 6. Jahrhunderts sind viele Spruchsammlungen erhalten, aus denen in einem jahrhundertelangen Überlieferungsprozess die heute bekannten Prophetenbücher wurden. Dabei wurden die Sammlungen erweitert, umgestellt, ergänzt und mit anderen Sammlungen vereinigt. Eigenworte und Redaktion sind daher vielfach kaum unterscheidbar. Auch findet man nur wenige präzise Angaben zu Lebensdaten und Zeitumständen dieser Propheten.

## Typen

### Prophetinnen
Mirjam ist die erste Frau, die im Tanach (Ex 15,20 ) als nabi bezeichnet wird. Sie preist JHWH singend nach dem wunderbaren Durchzug des Volkes durch das Schilfmeer. Das Mirjamlied gilt als ältester Kern der Exodusüberlieferung und des Pentateuch.
Nach der Landnahme lebten die Israeliten als lockerer Zwölfstämmebund um das jeweilige Stammesheiligtum. Wurde einer der Stämme angegriffen, traten spontan charismatische Heerführer auf, „Richter“ genannt, die die übrigen Stämme zum militärischen Beistand aufriefen und ein gesamtisraelitisches Heer aufstellten. Die vierte in dieser Reihe ist im Buch Richter die Prophetin Debora (Ri 4,4 ). Auch sie singt ein Loblied nach siegreicher Schlacht, das Deboralied. So ist das Prophetenamt in Israel wohl aus dem vorstaatlichen Richteramt und der Tradition des JHWH-Krieges entstanden.
Weitere Prophetinnen im Tanach sind Hulda (2 Kön 22,14 ; 2 Chr 34,22 ) und Jesajas Ehefrau (Jes 8,3 ). Noadja (Neh 6,14 ) trat als Falschprophetin auf. Sara, die Stammmutter Israels, wurde wie ihr Mann Abraham (Gen 20,7 ), Mose (Dtn 33,1 ) und Aaron (Ex 7,1 ) erst nach dem Exil Prophetin genannt und mit prophetischen Zügen ausgestattet.

### Seher
Einige Propheten Israels wurden wie in der Umwelt „Seher“ (ro'aeh) oder „Schauer“ (hozaeh) genannt, weil sie ihre Gottesbotschaften durch Visionen oder Träume empfingen. Biblischen Geschichtsschreibern war bewusst, dass diese Begriffe aus der altorientalischen Orakelbefragung an festen Kultorten stammten (1 Sam 9,9 ):

„Früher sagte man in Israel, wenn man hinging, um Gott zu befragen: Wir wollen zum Seher gehen. Denn wer heute Prophet genannt wird, hieß früher Seher.“

Dass dies nicht immer so war, zeigt Amos: Er wies die Bezeichnungen nabi und ben-nabi (Prophetensohn) zurück, erhob aber gegen die Fremdbezeichnung als hozaeh keinen Einspruch (Am 7,12ff. ), wohl da er unabhängig von Kult- oder Hofpropheten durch Visionen berufen wurde (Am 1,1 ; Am 9,1 ). Auch Jesaja kann sich als Seher verstanden haben (Jes 2,1  gegenüber Jes 37,2 ; Jes 29,10  Jes 30,10 ).
Bileam war ein nichtisraelitischer Seher, der sich von Königen zum Verfluchen ihrer Feinde vor einer Schlacht beauftragen ließ. Seine Existenz bestätigt eine außerbiblische Inschrift von etwa 700 v. Chr. Nach Zakir von Hamat (um 800 v. Chr.) vermittelten solche Seher Botschaften des Baalschamem Nach Num 22–24  konnte Bileam seinen Auftrag gegen Israel jedoch nicht erfüllen, sondern wurde gegen seinen Willen zum Propheten JHWHs berufen, der Israel gemäß Gen 12,1–3  segnen musste.
Gad war laut 2 Sam 24,11ff  ein „Seher Davids“, also ein Hofprophet. In 1 Sam 22,5  rät er dem von Saul verfolgten David, nach Judäa zu ziehen, und leitet damit seinen Aufstieg zum König ein. Am Ende seiner Königszeit muss er David jedoch wegen dessen eigenmächtiger Volkszählung – eine Maßnahme zur Erfassung wehrfähiger Männer und Besteuerung – in Gottes Auftrag die Wahl zwischen drei schweren Übeln vorlegen, die erst ein Altarbau abwenden konnte. Gad blieb also in seiner Botschaft vom König unabhängig und verkündete ihm nicht nur Heil, sondern auch Gericht.
Israelitische Seher waren offenbar keine Orakeldeuter, da ihre Befragung, etwa vor Schlachten, nicht erwähnt wird. Manche Zusagen Gottes vor einer Schlacht könnten dennoch ursprünglich Orakelsprüche gewesen sein (Ex 14,13 ; Dtn 20,1ff ; Ps 110,1ff  und weitere).

### Ekstatiker
Die religiöse Ekstase taucht im Tanach bei Anhängern JHWHs wie auch anderer Götter auf. 1 Kön 18,19ff.  und 2 Kön 10,19  erwähnt ekstatische Anhänger des Gottes Baal in Kanaan: Diese Gruppen tanzten und verletzten sich absichtlich selbst, um sich in Raserei zu versetzen und dann Gebetsrufe auszustoßen, ähnlich den Derwischen. Sie empfingen jedoch keine göttlichen Wortbotschaften.
In 1 Sam 10,5ff  wird von einer „Prophetenschar“ in Gibea  berichtet, die von einer Kulthöhe kommen, auf Musikinstrumenten spielen und „in Verzückung“ sind. Sie waren also mit einem Heiligtum verbunden und gerieten durch Musik, nicht Selbstverletzung, in Ekstase. Nach 1Sam 19,18ff gab es auch in Najot eine solche Ekstatikergruppe, geführt von Samuel, der Saul zum König gesalbt hatte. Der Geist Gottes habe auch unbeteiligte, von Saul zur Festnahme Davids gesandte Boten, die ihnen zu nahe kamen, in Ekstase versetzt.
Bauern und Soldaten betrachteten solche Gruppen mitunter abfällig als „Verrückte“ (meschugga (משוגע), 2 Kön 9,11 ). Die Schriftpropheten blieben der Ekstase gegenüber reserviert: Hosea wies eine abwertende Polemik, er sei ein „Geistmann“, zurück (Hos 9,7 ). Erst Ezechiel führte den Empfang seiner Botschaften vereinzelt auf Ekstase zurück (Ez 3,12ff.  u. a.).
Num 11,24ff  erzählt von 70 Männern, die Mose als Helfer für seine Führungsaufgaben ausgewählt habe. Dazu habe Gott „etwas von seinem Geist auf sie gelegt“, so dass sie in Ekstase geraten seien und geweissagt hätten. Mose habe diese Weitergabe seines Charismas mit dem Wunsch gebilligt (Num 11,29 )

„Wenn nur das ganze Volk des Herrn zu Propheten würde, wenn nur der Herr seinen Geist auf sie alle legte!“

Num 12,6ff  betont demgemäß: Nur mit Mose habe Gott von Angesicht zu Angesicht geredet, nicht durch Träume und Visionen. Ebendiese Unmittelbarkeit ließ sich nicht übertragen. Gottes Geist, den nur er selbst geben kann, weil er nur ihm gehört, keinem Menschen, erscheint somit als wesentliches Merkmal biblischer Prophetie.

### Gottesmänner
Wiederholt tritt in den Samuel- und Königbüchern ein „Mann Gottes“ auf, der ohne Angabe von Namen und Herkunft Gottes Wort verkündet. In Dtn 33,1  wird Mose das einzige Mal so genannt, bevor er alle Israeliten segnet und stirbt. Er wird auch sonst als der von Gott berufene Prophet und Führer des Volkes in einer Person dargestellt (Ex 3 ), der die Tora und Anordnungen zum Tempeldienst empfing, diese dem Volk übermittelt und Verstöße dagegen ahndet.
Nach Ri 13,6ff erzählt die Mutter Simsons ihrem Mann, ein Gottesmann in Gestalt eines Engels habe ihr die Geburt ihres Sohnes angesagt und diesen als gottgeweihten Nasiräer beschlagnahmt. In 1 Sam 2,27ff  kündigt ein Gottesmann dem Priester Eli unvermittelt den Tod seiner Söhne und damit Untergang seiner Priesterdynastie an, an deren Stelle Gott Samuel zu seinem Sprachrohr berufen werde. Nach 1 Sam 9,6.9  wurde auch Samuel Mann Gottes genannt, bevor er Saul zum ersten König salbte und so mit Gottes Geist ausrüstete, um Israel zu schützen.
In 1Kön 13 tritt ein Gottesmann aus dem Südreich Juda im Nordreich Israel auf, um Jerobeam I. die Jahrhunderte später erfolgte Kultreform Josias anzukündigen, mit der dieser König die Reste der synkretistischen Höhenkulte beseitigte. Ein am alten Kultort Bet-El beheimateter nabi zieht ihm nach und überredet ihn, entgegen Gottes Weisung bei ihm einzukehren, woraufhin der Gottesmann am nächsten Tag stirbt. Hier deutet sich die spätere Kluft zwischen Einzelpropheten und Kultpropheten schon an.
Deshalb wird vermutet, dass die Gottesmannfigur zum Teil auf deuteronomistische Redaktion zurückgeht. Diese griff auf Sagenkränze zurück, die von bekannten historischen Propheten wie Elischa anonyme, typisierte und legendarische Geschichten erzählten. Sie zeichnete den Gottesmann als unmittelbar von Gott berufenen Nachfolger des Mose, der an entscheidenden Stationen der Geschichte Israels auftritt, um Gottes Willen auszurichten und durchzusetzen. So erscheint die Wortprophetie als der eigentliche Motor dieser Geschichte und die Tempelzerstörung von 586 v. Chr. als Folge des Ungehorsams gegen Gottes wahre Propheten.

### Hofpropheten
„Gottesbescheide“ erhielt ein Herrscher durch am Königshof angestellte besoldete Hofpropheten. Oft waren diese auch als Kultpropheten an einem Heiligtum oder Tempel beschäftigt, wurden von Priestern ausgebildet oder waren selbst Priester. Ihre Adressaten und Themen waren die Herrscher, nicht das Volk.

### Oppositionelle Wortpropheten
Von den verbeamteten Hofpropheten unterscheiden sich Einzelgänger, die seit der frühen Königszeit Israels unabhängig vom und oft gegen Hof oder Heiligtum auftraten. Einige hatten Anhängerkreise (biblisch bene nabi – Prophetensöhne, -jünger). Manche erlebten ihre Berufung nach überlieferten Angaben als unvorbereitete Nötigung und mussten ihren Auftrag gegen die Herrscher, Hof- und Kultpropheten ihrer Zeit ausrichten. Diesen Typ des oppositionellen Wortpropheten findet man nur im Tanach. Die meisten Schriftpropheten gehören dazu. Sie waren zur Zeit ihres Auftretens isoliert, wurden abgelehnt oder verfolgt und begaben sich bisweilen in Lebensgefahr. Sie gründeten keine Prophetenschulen und organisierten keine Reformbewegungen. Trotzdem wurden ihre Worte gesammelt, aufgezeichnet und überliefert. Sie wirkten traditionsbildend und wurden jahrhundertelang ausgelegt und fortgeschrieben.

### Prophetenschulen
Mit Ekstasegruppen verwandt waren wohl auch jene „Söhne der Propheten“ (2 Kön 2,3 ) oder „Prophetenjünger“ (1 Kön 20,35ff ; 2 Kön 9,6 ), die im Gefolge von Elischa auftauchen. Dieser stand seinerseits in einem Schülerverhältnis zu Elija, der offenbar früher ebenfalls zu einer Prophetengruppe gehört hatte. Denn nach 1 Kön 18,22 ; 1 Kön 19,10.14  blieb er als letzter Prophet JHWHs von denen übrig, die Königin Isebel umbringen ließ.
Elischas Jünger „saßen vor ihm“ (2 Kön 2,15ff ; 2 Kön 4,38 ; 2 Kön 6,1 ), offenbar um Prophetie von ihm zu lernen, waren ihm also als Schüler untergeordnet und nicht ebenso unmittelbar berufen. Sie trugen eine Tracht, den „Prophetenmantel“ (1 Kön 19,13.19 ; 2 Kön 1,8 ; 2 Kön 2,8.13f ; Sach 13,4 ), eventuell auch eine Kopfbedeckung, an der sie erkennbar waren, trafen sich in einem Raum zum gemeinsamen Mahl (1.Kön 20,38ff; 2 Kön 2,32 ) und schlossen sich zum Teil wie eine Genossenschaft zusammen (2 Kön 6,1-4 ). Sie lebten wie die Landbevölkerung, zu der sie gehörten, ohne materielle Sicherheit eines Kultamtes (2 Kön 4,1–7 ). Sie halfen Familien und Sippen im Alltag durch Gottessprüche und traten als volkstümliche Heiler und Wundertäter auf. Sie nahmen nach 2 Kön 9,4ff  auch an einem Aufstand eines Teils der Armee gegen die Königsfamilie teil, der sogenannten Jehu-Revolution. Danach verschwinden sie aus der biblischen Geschichtsschreibung.
Gerhard von Rad sah derartige Gruppen als Ursprung für die späteren, von Hof und Kult unabhängigen und gegen sie auftretenden Einzelpropheten. In ihnen habe der vorstaatliche, charismatische Glaube an JHWH als Retter des Stämmebundes fortgelebt und sich sozialkritisch und antimonarchistisch radikalisiert. Werner H. Schmidt vermutet, dass diese Schülerkreise die Prophetenworte ihrer Lehrer sammelten und schriftlich überlieferten. Zwar erwähnen die Prophetenbücher keine solchen Gruppen, jedoch vereinzelt Weitergabe (Jes 8,16 ; Jes 30,8 ) und Aufzeichnung von Prophetenworten (Jer 36). Manche Fremdberichte wirkten wie Zusätze, die den Sprachstil eines Schriftpropheten nachahmen und daher aus solchen Schülerkreisen stammen können (Am 7,10ff ; Jes 7 ; Jes 20 ). So könnten sich auch Traditionslinien zwischen Schriftpropheten über Jahrhunderte erklären: Hosea übernahm Themen und Motive Elijas, Jeremia berief sich auf ein Gerichtswort Michas, Deutero- und Tritojesaja knüpften an Jesaja an und blieben anonym, vielleicht weil sie sich als Jesajaschüler verstanden.
Die anonymen, nur aus redaktionellen Zusätzen erschließbaren Träger dieser Tradition nennt man literarische oder Tradenten-Propheten. Moses wurde zum unmittelbar von JHWH berufenen Befreier und Führer des Gottesvolkes und so zum Prototyp der biblischen Wortprophetie.

## Merkmale der Wort- und Schriftprophetie

### Berufung
Israels Einzelpropheten konnten ihre Aufgabe nicht erwerben oder erben, sondern nur als freie, unvorhersehbare Berufung Gottes empfangen. Amos grenzte sich daher gegen den Auftrag eines anderen Propheten ab (Am 7,,14f ). Elia übergab sein Prophetenamt an Elisa nur auf Gottes Befehl (1 Kön 19,16 ; 2 Kön 2,9f ). Sie blieben im Verlauf ihres Wirkens auf Gottes Initiative angewiesen und wurden je aktuell vom Geist (1 Sam 10,6.10 ) oder der „Hand“ Gottes (1 Kön 18,46 ; 2 Kön 2,16 ; 2 Kön 3,15f ) ergriffen. Ezechiel redet oft von dieser Hand, die ihn in seinen Traumvisionen „aufhebt“ (Ez 3,12 ; Ez 8,3  u. a.), „wegrafft“ (Ez 3,14 ), „auf ihn fällt“ (Ez 11,5 ) oder „hinbringt“ (8,3; 11,1.24; 43,5). Diesen Ausdruck verwendete man im Alten Orient sonst für schwere Erkrankungen oder Schicksalsschläge.
Die ersten Schriftpropheten dagegen redeten nicht vom Geist Gottes als Urheber ihres Tuns. Auch die Kategorie der Erwählung fehlt (außer in Jer 1,5), offenbar da sie im Tanach sonst auf das ganze Gottesvolk bezogen ist.
Besondere Berufungsgeschichten betten prophetische Berufungserlebnisse in Fremdberichte ein, die den Propheten legitimieren sollten: z. B. Ex 3,1 ; 1 Sam 3 ; Am 7,1ff ; Jes 6 ; Jer 1,4ff. . Sie veranschaulichen Gottes Initiative, die auch menschliche Widerstände überwindet: Jeremia erklärt sich für zu jung (Jer 1,6); Jona flüchtet aus Angst (Jon 1,3). Mose wehrt sich mit fünfmaligen Einwänden bis hin zu offener Weigerung (Ex 3,11.13 ; Ex 4,1.10.13 ). Bileam folgt zuerst den feindlichen Königen, die die Israeliten vernichten wollten, bis sein Reittier ihm die Augen für Gottes wahren Willen öffnet und er seine Blindheit bekennt (Num 22,21ff ). Jesaja bekennt seine Unwürdigkeit als vergänglicher Mensch, empfängt Schuldvergebung und erklärt sich dann bereit: „Hier bin ich, sende mich“ (Jes 6,8; vgl. Gideon in Ri 6 ). Auch Deuterojesaja bekennt seine Vergänglichkeit gegenüber Gottes ewigem Wort (Jes 40,6–8 ). Man nimmt ein literarisches Schema dahinter an, bei dem auf Gottes Anruf die Distanzierung des Angerufenen und darauf Gottes Zusage „Ich will mit dir sein“ folgt.
Demnach sahen die Autoren und Redaktoren der Bibel keine besondere Eignung, etwa eine Gabe der Rhetorik, für ein Prophetenamt, sondern entscheidend war für sie ausschließlich Gottes Wille, der sich gegen menschliche Eigenmacht durchsetzt. Demgemäß sind in den biblischen Prophetenbüchern Wortbotschaften und Visionen vielfach konkret datiert, doch biografische Daten fehlen und Berufungserlebnisse werden nicht ausgemalt. Oft beginnen diese Bücher direkt mit der Botenformel: „Das Wort des Herrn geschah zu mir... So spricht der Herr: ...“ So tritt der Bote schon sprachlich ganz in den Dienst der ihm aufgetragenen Botschaft.

### Wahre und falsche Prophetie
Seit Israels Anfangszeit stellte sich das Problem, dass verschiedene Personen gleichzeitig JHWHs Willen für ihre Gegenwart zu vertreten beanspruchten. So verführt laut Ex 32 ausgerechnet Aaron, von Gott berufener Sprecher Moses und damit Gottes (Ex 4,15f), die Israeliten zum Abfall zu einem selbstgemachten Götzen. Das stellt sich heraus, als Moses mit der ihm geoffenbarten Tora zurückkehrt und die Gesetzestafeln und das goldene Kalb zerstört (v. 19ff.).
Schon die ersten Propheten Israels traten nicht nur gegen Könige und Propheten fremder Götter, sondern auch gegen andere im Namen JHWHs agierende Israeliten auf. Das verschärfte die Frage, woran „wahre“ und „falsche“ Prophetie unterscheidbar seien. Die einzelnen Wortpropheten konnten nicht auf Tradition, Amtsprivilegien, Eigenleistung und rituellen Rückhalt, sondern nur auf ihren Auftrag selbst verweisen und mussten abwarten, was daraus wurde. Ihr Auftreten war daher gekennzeichnet vom Zurückschrecken vor ihrem Auftrag, Verzicht auf Angebote einer Heilsgewissheit, fehlender Selbstsicherheit und Arroganz, der Weigerung, Besoldung und Belohnungen anzunehmen, und einer Lebensweise, die ihre Botschaft bekräftigte, indem sie sie symbolisch veranschaulichte und damit übereinstimmte.
Das „Prophetengesetz“ Dtn 13,2ff  setzt voraus, dass auch falsche Propheten beeindruckende Zeichen und Wunder tun und Ereignisse ankündigen, die zunächst eintreffen. Es verweist demgegenüber auf das erste Gebot: Wer einen anderen Gott als JHWH verkündet, lügt und verdient den Tod. Demgemäß verbietet Dtn 18,14ff  das Hören auf Zeichendeuter und Wahrsager nach Art der Fremdvölker, verspricht aber auch jeder Generation des Gottesvolks einen Propheten nach Art des Mose, also einen, der Gottes bereits offenbarte Tora gültig aktualisieren werde. Wer das sein werde, lasse sich unmöglich im Voraus feststellen. Nur die Zukunft könne erweisen, wessen Botschaft gelogen war (Dtn 18,21f. ):

„Und wenn du denkst: Woran können wir ein Wort erkennen, das der Herr nicht gesprochen hat?, dann sollst du wissen: Wenn ein Prophet im Namen des Herrn spricht und sein Wort sich nicht erfüllt und nicht eintrifft, dann ist es ein Wort, das nicht der Herr gesprochen hat.“

Zedekia, Ahab und Hananja (und deren Wahrsager) gelten als die drei falschen Propheten während des Babylonischen Exils, die durch Träume und deren Deutung weissagten, jedoch nicht im Auftrag bzw. als Gesandte des Herrn. Jer 26ff zeigt den akuten Konflikt zwischen wahrer und falscher Prophetie: Danach musste Jeremia gegenüber dem gesamten Kultpersonal, zu dem nach Jer 23,9ff Scharen korrupter, sich auf Traumvisionen berufender Heilspropheten gehörten, die Zerstörung von Tempel und Tempelstadt ansagen. Nur die Fürsprache der Bevölkerung, die an Michas entsprechende Weissagung (Mi 3,12ff ) erinnerte, habe damals sein Leben gerettet. Nach Jer 28 stand zwei Jahre später Aussage gegen Aussage: Der Kultprophet Hananja habe im Namen JHWHs eine baldige Befreiung von babylonischer Fremdherrschaft und Rückkehr der entwendeten Kultgeräte, also Fortsetzung des bisherigen Tempelkults angesagt. Jeremia habe dem direkt widersprochen und dazu auf Gottes ihm offenbarte Zukunft verwiesen. Als Hananja daraufhin sein Joch, das er als Zeichen der angekündigten Fremdherrschaft trug, zerbrach, sei er schweigend davongegangen (v.11). Dann allerdings sei ohne sein Zutun der Tod seines Gegenspielers eingetreten. Nach Jer 42  musste Jeremia zehn Tage betend auf eine neue Botschaft JHWHs warten, bis er bedrängte Israeliten, die einen babylonischen Statthalter ermordet hatten, vor ihrer geplanten Flucht nach Ägypten warnen konnte.
Ezechiel musste nach Ez 13  den „aus eigenem Antrieb“ handelnden Lügenpropheten den Ausschluss aus dem Gottesvolk ankündigen, weil sie das Volk mit dem Versprechen des fehlenden Shalom in falscher Sicherheit gewogen hätten. Sie verteilten nur Handgelenkbinden und Kopfhüllen (illusorische Wärmer und Blender), um aus Selbsterhaltungs- und Gewinnstreben „Seelen zu fangen“ und den Bedürfnissen der Hörer zu genügen. Diese Hüllen werde JHWH wegreißen und die falschen Propheten entmachten, so dass auch sie den wahren Gott erkennen müssten. Demnach kann und wird nach biblischer Theologie nur JHWH selbst am Ende aufdecken, wer tatsächlich in seinem Namen gesprochen hat.

### Prophetenmorde
Jüdische Propheten wurden nach dem Tanach mitunter von ihren jüdischen Gegnern, Tempelpriestern und falschen Propheten nicht nur verbal bekämpft, sondern auch verfolgt und ermordet. Erste Spuren davon zeigt die kultkritische Schriftprophetie seit dem achten vorchristlichen Jahrhundert in Hos 9,8 , später mit Mordversuchen an Jeremia nach Jer 2,30f; 26,20–23. Biblische Geschichtsschreibung machte daraus nach dem Babylonischen Exil eine feste Tradition vergangener Prophetenmorde, der Klage und Anklage darüber sowie der Kritik daran: so in 1 Kön 18  (Verfolgung Elijas); Neh 9,,26 ; 2 Chr 24,20ff. . So wurde die Katastrophe des Exils als Folge einer schuldhaften Weigerung Israels gedeutet, auf die Gesandten Gottes zu hören.
Diese Tradition setzten spätere außerbiblische jüdische Schriften und Apokryphen wie Jub 1,12–15; MartJes 1,7f.; 3,11; 5,1ff. fort. Auch der „Lehrer der Gerechtigkeit“ erscheint in manchen der Schriftrollen vom Toten Meer als Prophet, dem andere Juden aus dem Umfeld der Tempelaristokratie nach dem Leben trachteten. Von manchen Propheten wird auch eine wunderbare Rettung vor solcher tödlichen Verfolgung erzählt, so im äthiopischen Henochbuch 89,51ff.
Das palästinische Judentum um die Zeitenwende kannte diese Tradition. Jesus von Nazaret (Lk 13,34f.) und die Urchristen zogen sie zur Deutung seines Leidens und Sterbens (1 Thess 2,14ff. ; Mk 12,1–9 ; Mt 23,29–36 ), aber auch ihrer eigenen Verfolgung heran (Lk 6,22f. ; Lk 11,,47–51 ; Hebr 11,32–38 ).
Auch der Koran erwähnt in Sure 5, Vers 70 diese biblische Tradition: „Wir haben doch (seinerzeit) die Verpflichtung der Kinder Israels entgegengenommen und (immer wieder) Gesandte zu ihnen geschickt (die den Bund bekräftigen sollten). (Aber) jedesmal, wenn ein Gesandter ihnen etwas überbrachte, was nicht nach ihrem Sinn war, erklärten sie ihn für lügnerisch oder brachten ihn um.“

## Zeittafel
| Zeit            | Gericht                                                         | Heil                   |
| --------------- | --------------------------------------------------------------- | ---------------------- |
| ~1200–1000      |                                                                 | Mirjam Debora          |
| ~1000–750       | Samuel Gad Natan Ahija von Schilo Micha ben Jimla Elija Elischa |                        |
| ~750–700        | Amos Hosea Micha Jesaja                                         |                        |
| ~650–600        | Zefanja Jeremia                                                 | Nahum Habakuk          |
| ~600–539 (Exil) |                                                                 | Ezechiel Deuterojesaja |
| ~520–470        | Maleachi                                                        | Haggai Sacharja        |
| ~167–163        | Daniel (Apokalyptik)                                            |                        |

## Vorexilische Einzelpropheten

### Samuel
Samuel erscheint als Schüler des am Heiligtum Silo wirkenden Priesters Elis, den Gott anstelle seiner korrupten Söhne zu seiner Nachfolge erwählt (1 Sam 1–3). Er setzt mit der Salbung Sauls, des ersten Königs Israels, Gottes bewahrenden Willen für sein Volk durch (1 Sam 8–10), deutet und erfüllt Gottes Tora gültig für alle Stämme Israels (1 Sam 7; 12; 15). Damit übernahm er Aufgaben der charismatischen vorstaatlichen „Richter“. Vereinten diese Heerführung und theologische Leitung, so traten diese Aufgaben nun auseinander und in den Rollen des Königs (Politik) und Propheten (Religion) einander gegenüber.
Dabei vertritt der Prophet in der Geschichtsdeutung des DtrG Gottes Souveränität gegenüber menschlicher Eigenmacht: Der Wunsch des Volkes nach einem König, „wie ihn alle anderen Völker haben“, bricht das erste der Zehn Gebote (1 Sam 8,5ff). Mit Sauls Salbung legitimiert Samuel auf Gottes Befehl das Königtum, um es so zugleich ganz Gottes Rechtswillen zu unterwerfen. Darum muss Samuel dem Volk vor Sauls Amtsantritt die negativen Folgen der Königsherrschaft verkünden: Aufrüstung, Latifundienwirtschaft mit Leibeigenschaft, Landenteignung, Ernteabgaben, Sklaverei wie in Ägypten, aus der es dann kein Entrinnen geben werde (1 Sam 8,10–18; vgl. Dtn 17,14–20).

### Natan
David stieg als erfolgreicher Heerführer Sauls auf, besiegte erst dessen Truppen, dann die der Nachbarvölker, schuf ein stehendes Heer, machte Jerusalem zur Hauptstadt und überführte die Bundeslade dorthin (1 Sam 16 – 2 Sam 6). Damit zentralisierte er den JHWH-Kult und vereinnahmte die sakralen Traditionen der Zwölf Stämme Israels, um sein Großreich zu stabilisieren. Damit entmachtete er das charismatische Richteramt und die Institution des spontanen Abwehrkrieges im Glauben an JHWHs Führung endgültig.
Natan war wie Gad ein einzelner Hofprophet Davids: Er sagte David die ewige Thronfolge zu und legitimierte so nachträglich Davids Kultzentralisation in Jerusalem und den Plan eines Tempelbaus (2 Sam 7). Auf diese Verheißung geht die spätere Messiaserwartung zurück. Andererseits konfrontierte Natan laut 2 Sam 12 David mit seinem Mord an Urija und Ehebruch mit dessen Witwe Batseba und entzog ihm dafür den Segen Gottes. Dies zeigt eine bei Hofpropheten im Alten Orient sonst unbekannte Rolle: Der Prophet erinnert den König an seine Aufgabe, Gottes Recht für das Volk zu schützen, spricht ihn ungebeten auf individuelle Schuld an und zieht ihn nach Maßgabe der Zehn Gebote zur Verantwortung, indem er die frühere Heilszusage zurücknimmt.
Denn das Königtum war ständig von Machtmissbrauch und Thronfolgekämpfen bedroht. Zudem ließen Könige oft verschuldete ehemalige Freibauern enteignen. Die Propheten der Königszeit traten auf, um Priester, Könige und Bevölkerung an Gottes ursprünglichen, aktuellen Willen zu erinnern und diesen auch gegen die nun vom Königtum dominierte Gesellschaftsordnung durchzusetzen. Dabei knüpften sie an die theokratischen Traditionen des Stämmebundes an.

### Ahija von Schilo
Ahija von Schilo salbte nach 1 Kön 11,29ff  den Königsbeamten Jerobeam I. zum künftigen König von zehn Stämmen der Israeliten. Er bewirkte damit die Teilung des von David geschaffenen Großreichs in das Nordreich Israel unter Jerobeam und das Südreich Juda unter Rehabeam, dem Sohn Salomos. Hintergrund waren Aufstandsversuche gegen die drückenden Steuern für Salomos Tempelbau und Befestigung Jerusalems sowie dessen Religionspolitik, die auf Synkretismus mit kanaanäischen Kulten setzte.
Mit Ahija trat ein Prophet erstmals als Gegner einer Königsdynastie auf. Er führte die Opposition gegen Salomo mit einer prophetischen Symbolhandlung zum Erfolg: Er zerriss seinen neuen Mantel in zwölf Teile und gab Jerobeam zehn davon zum Zeichen für seine kommende Königsherrschaft. Damit knüpfte er an Symbolhandlungen beim Einberufen des alten Heerbanns an (vgl. Ri 19,29f ). Dabei verpflichtete er den designierten Oppositionsführer auf JHWHs Weisungen, besonders auf das erste Gebot. Dieses königskritische Eingreifen in die Politik, um der Tora Geltung zu verschaffen, wurde zum Grundzug der biblischen Wortprophetie. Da Natan Davids erbliche Thronfolge jedoch theologisch legitimiert hatte, glich die biblische Geschichtsschreibung diesen Widerspruch aus, indem sie Natans Zusage in Ahijas Botschaft weitergelten ließ, aber ihren Geltungsbereich auf Juda reduzierte.
Nach 1 Kön 14  besuchte die verkleidete Gattin Jerobeams Ahija, um ihn gegen Bezahlung zur Heilung ihres kranken Sohnes, des erwünschten Thronerben, zu befragen. Noch bevor sie ihre Frage stellen kann, erhält sie Ahijas Unheilsnachricht, Gott habe Jerobeam das Königtum entzogen und er werde sterben, da er noch mehr als seine Vorgänger fremde Götter verehrt habe. Gemeint war die Aufstellung von Stierbildern in alten Kultorten des Nordreichs (Bet El und Dan), die den Baalskult mit dem JHWH-Kult verbinden sollten. Dies wurde zur in der Bibel sprichwörtlichen „Sünde Jerobeams“, die auch hinter der Geschichte vom Goldenes Kalb,  (hebräisch עֵגֶל הַזָּהָב ‘ēgel hazzāhāv, deutsch ‚goldener Stier‘) (Ex 32 ) steht. Biblische Geschichtsschreiber deuteten sie als Ursache für den Untergang des Nordreichs.

### Micha ben Jimla
1 Kön 22  zeigt erstmals in der biblischen Geschichtsschreibung den Kontrast zwischen einer Gruppe von Hof- und Heilspropheten, die dem König nach dem Munde reden, mit einem einzelnen unbestechlichen Gerichtspropheten. 400 versammelte Propheten hätten König Ahab vom Nordreich Israel einstimmig den Sieg in der bevorstehenden Schlacht vorhergesagt. Da habe ihn sein Verbündeter Joschafat gewarnt und sich nach einem glaubwürdigen Propheten erkundigt. Daraufhin habe man Micha ben Jimla geholt, der wegen seiner Unheilsbotschaften im Namen JHWHs beim König Israels in Ungnade gefallen war. Dieser habe die Botschaft der 400 zunächst erwartungsgemäß bestätigt, aber auf Nachfrage seinen Auftrag offenbart: JHWH habe den 400 einen Lügengeist eingegeben, da er den Tod des Königs beschlossen habe. Israel werde zerstreut werden, denn der König werde in der Schlacht fallen. Nachdem Ahab Micha deswegen eingekerkert und sich für die Schlacht als einfacher Bauer verkleidet habe, sei er dennoch durch den Pfeil eines Kämpfers tödlich getroffen worden und wie angekündigt gestorben.

### Elija
Elija griff wie Ahija den Synkretismus zwischen JHWH- und Baalskult im Nordreich scharf an. Er widersprach damit der auf Integration der kanaanäischen Stadtbevölkerung zielenden Religionspolitik der Könige Omri, Ahab und Ahasja. Sie hatten Samaria mit seinem Baalstempel (1 Kön 16,29-32 ) zum Kultzentrum gemacht; Ahabs Gattin Isebel aus Tyrus förderte den Baalskult und ließ die JHWH-Propheten ausrotten. Nach 1 Kön 18  konnte nur JHWHs eigenes wunderbares Eingreifen beim öffentlichen Gottesurteil auf dem Berg Karmel den letzten seiner Propheten beglaubigen und retten. Daraufhin vollzog dieser die Entscheidung, indem er die Propheten Baals gemäß dem Gebot Ex 23,19  (in Dtn 13,13-16  nachträglich zum vollständigen Bann verschärft) tötete.
Das Folgekapitel blendet erstmals ganz auf das Individuum und schildert die Verzweiflung des Propheten wegen des trotz des Gottesurteils absehbaren Scheiterns seines Glaubens und Lebenswerks. In seiner Einsamkeit am Horeb begegnet er JHWH ähnlich unmittelbar wie Mose, jedoch nicht in gewaltigen Naturphänomenen (Ex 19 ), sondern in einem „sanften, leisen Säuseln“: einer Stimme, die nicht befiehlt und fordert, sondern nach dem Eigenwillen des Propheten fragt und seine Klage über persönliches Leid zulässt. Dann kündet JHWH den Götzendienern das unentrinnbare Gericht an: von außen durch einen Fremdherrscher, von innen durch einen Aufständischen. So werde Gott den ihm treuen Rest seines Volkes erretten und erfüllen, was Elija nicht schaffte. Damit ist dieser ermutigt, im Wissen um eine Zukunft, die nicht von ihm abhängt, seinen Auftrag zu Ende zu führen.
In 1 Kön 21  konfrontiert Elija den König, der sich als Grundherr in seinem Reich sah und sich willkürlich Land verschuldeter Bauern aneignete, mit seinem Unrecht, redet ihn als Mörder an und droht seiner ganzen Dynastie dafür den Untergang an. So unterstellt er ihn dem eigentlichen Landbesitzer JHWH und seinem Recht und erscheint als Bewahrer der vorstaatlichen Gesellschaftsordnung, in der Freibauern ihren Erbbesitz behielten oder gegebenenfalls nach sieben Jahren zurückerhielten (Lev 25 Lev 25).
In 2 Kön 1  tritt Elija dem König entgegen, als dieser bei einem offenbar für Wunderheilungen bekannten Baal-Untergott Hilfe für sein Gebrechen suchte, und verweist ihn darauf, dass er auch in eigener Krankheitsnot Hilfe allein von JHWH zu erwarten gehabt hätte und diese mit seiner Untreue verspielt habe. So macht er im öffentlichen wie im privaten Leben den unbedingten Anspruch des ersten Gebots geltend.

## Vorexilische Schriftpropheten
Die ersten Propheten, deren Sprüche gesammelt und später verschriftet wurden, traten etwa 750–700 v. Chr. auf, als die aufstrebende Großmacht Assyrien (Assyrische Expansion) die beiden Teilstaaten bedrohten: Amos und Hosea im Nordreich Israel, etwas später Micha und Jesaja im Südreich Juda. Alle richten ihre Botschaften an das ganze Gottesvolk, auch wenn sie Einzelpersonen anreden. Amos und Micha verkünden fast ausschließlich Unheil, nämlich den unvermeidlichen, von Gott beschlossenen Untergang Israels, das seine Aufgabe als Volk Gottes verleugnet und darum sein Existenzrecht verspielt habe. Auch Hosea und Jesaja verkünden überwiegend Gericht, sehen aber danach einen völligen Neuanfang Gottes mit seinem Volk heraufziehen.
Alle setzten voraus, dass Israel seine Aufgabe als Volk Gottes kennt, nämlich eine gerechte Gesellschaftsordnung zu schaffen und zu bewahren habe. Nach Maßgabe dieses grundlegenden Rechtswillens Gottes geißeln sie die Zustände ihrer Zeit: vor allem die Ausbeutung und Enteignung der ehemals freien Landbevölkerung durch Großgrundbesitzer und Latifundienwirtschaft des Königshofs (u. a. Am 4,1–3 ; Am 7,10–17 ; Mi 2,1–4 ; Jes 5,8ff ). In den Jahrhunderten zuvor hatte sich demnach eine Klassengesellschaft (Soziale Schicht) entwickelt, die dem vorstaatlichen Zustand und Ideal der von gleichen und freien bäuerlichen Sippen getragenen, im Glauben an JHWH geeinten Solidargemeinschaft widersprach.
Der Sozialkritik steht eine ebenso radikale Kultkritik zur Seite, die Israels priesterliche Führungsschicht für die Not des Volkes haftbar macht: Amos kündet die Zerstörung aller traditionellen Opferstätten JHWHs an, die angesichts der sozialen Ungerechtigkeit keinen Bestand vor Gott haben könnten (Am 3,14 ; Am 5,4f ). Opfer seien nicht nur überflüssig, sondern schädlich geworden (Am 4,4f ). Micha kündet erstmals die Tempelzerstörung an (Mi 3,12 ), ihm folgen Jahrhunderte später Jeremia (Jer 7,26 ) und Ezechiel (Ez 8–12 ). Für Jesaja sind sogar die Gebete sinnlos geworden (Jes 1,10–17 ).
Bei Hosea rückt die Kultkritik in den Vordergrund: Er bekämpfte wie Elia die Vermischung und Verwechslung JHWHs mit Baal und bestand darauf, dass Gottes fruchtbringender Segen nicht durch sexuelle Riten, also Anbetung natürlicher Kräfte (Animismus (Religion)), erzwungen werden könne (Hos 2,23ff ). Zephanja, Jeremia, Ezechiel und Tritojesaja kritisierten ihm folgend JHWHs Gleichsetzung mit Baal-Schamem, Aschera und Molech, dem Kinderopfer gebracht wurden, und die Höhenkulte. Sie verwarfen sie weniger als Gebotsbrüche, sondern als selbstzerstörerisch und unvernünftig, weil nichtige Götzen ihre Verehrer ins Nichts zögen (Jer 2,15; Jes 57,13).